# Al-Batinah-Expressway

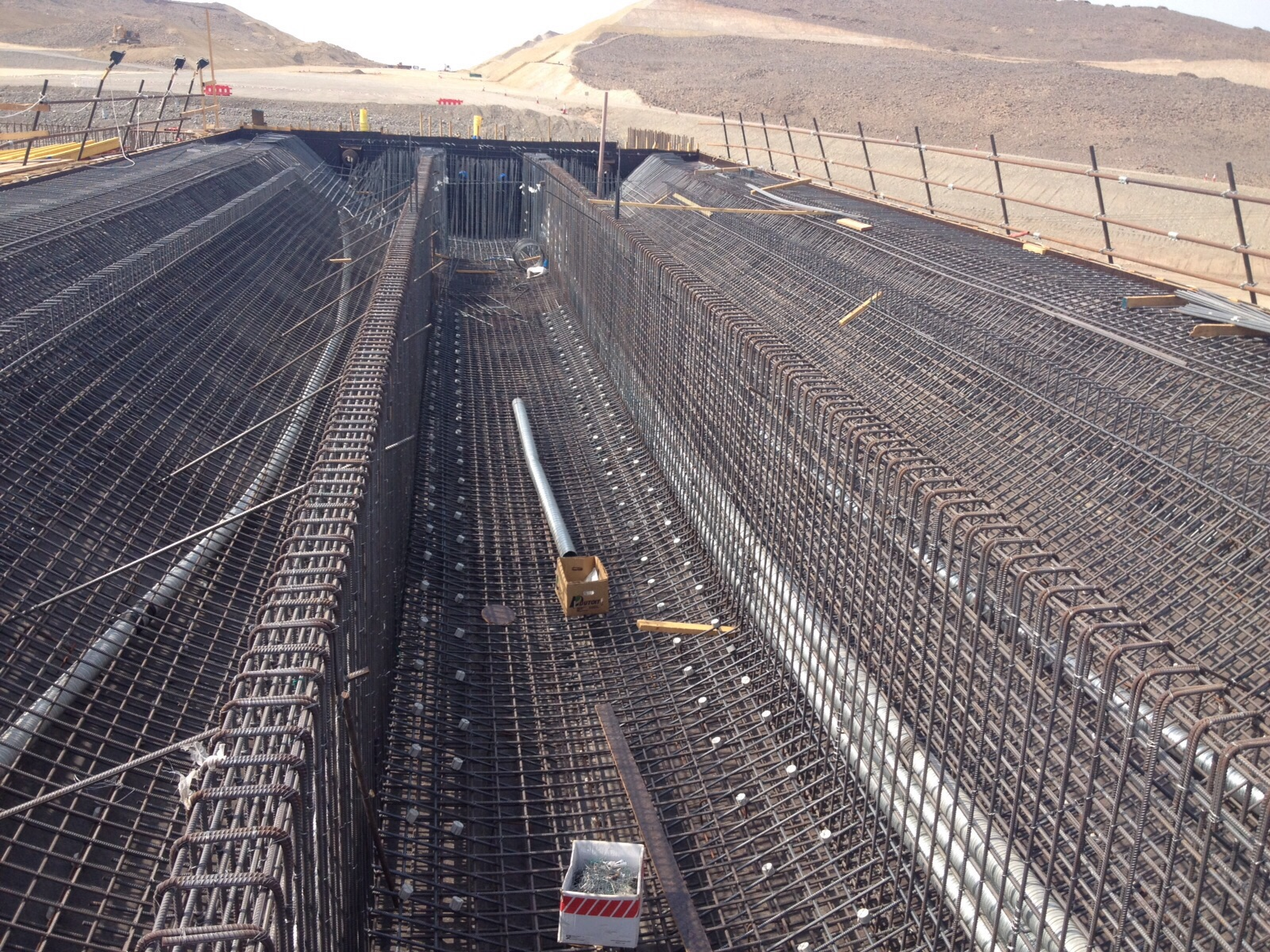
Der al-Batinah-Expressway in Bau (2016)

Der Al-Batinah-Expressway ist eine Autobahn im Sultanat Oman. Die vierspurige Fernverkehrsstraße entlastet die Route 1  und verkürzt die Fahrtzeit zwischen Dubai und Maskat stark. Er beginnt in Halban am Muscat-Expressway und führt durch die die flache al-Batina-Ebene vorbei an den Städten Barka, As-Suwaiq, Al-Chabura, Saham, Suhar und Shinas bis an die Grenze zu den Vereinigten Arabischen Emiraten an der Route 1. Die Autobahn wurde am 7. Mai 2018 für den Verkehr freigegeben.